# Isanavarman II
Isanavarman II, död 928, var en kambodjansk monark. Han var kung av Khmerriket mellan 923 och 928.